# Govia Thameslink Railway
Govia Thameslink Railway è una compagnia ferroviaria britannica che opera servizi passeggeri tra Londra e le home counties con i marchi Thameslink, Great Northern, Southern e Gatwick Express. Govia Thameslink Railway è una filiale di Govia, una joint venture tra Go-Ahead (65%) e Keolis (35%).

## Storia
I servizi di Thameslink e di Great Northern erano già stati fusi in un unico franchising nel 2006, in previsione del complimento del cosiddetto Programma Thameslink.
Il franchising prevedeva un contratto di gestione gross cost per il quale i ricavi delle tariffe non andavano all'azienda bensì al Dipartimento per i trasporti che, per i primi sette anni, ha pagato 8 miliardi di sterline all'azienda ma riceveva tutte le entrate.
Questa forma di franchising è stata scelta perché si prevedono lavori di costruzione a lungo termine nei dintorni di Londra, che sarebbero stati molto difficili da organizzare con un altro tipo di affidamento del servizio.
Nel 2012, il governo britannico ha annunciato che i servizi ferroviari operati da First Capital Connect, quelli operati da Southern (comprendenti i servizi del Gatwick Express) e alcune rotte operate da Southeastern sarebbero stati fusi in un unico franchising comprendente Thameslink, Southern e Great Northern. Il bando di gara doveva avrebbe dovuto essere pubblicato nell'ottobre 2012 e l'aggiudicatario sarebbe stato annunciato nella primavera del 2013, al fine di avviare il servizio nel successivo mese di settembre.
In preparazione di suddetto bando di gara, il 2 febbraio 2012, a Cardiff, è stata costituita l'azienda Govia Thameslink Railway.
A seguito dei tempi tecnici di aggiudicazione, il 23 maggio 2014 è stato annunciato che Govia Thameslink Railway si era aggiudicata il servizio. A far data dal 14 settembre 2014 avrebbe quindi gestito il franchising Thameslink, Southern e Great Northern, per un periodo di 7 anni.
Le operazioni sono iniziate inizialmente sulle linee dell'ex franchising Thameslink e Great Northern, gestito da First Capital Connect. Sulle linee sui quali erano operati i treni di Southern e del Gatwick Express, in precedenza erano gestite da una sussidiaria di Govia, Govia Thameslink Railway ha rilevato le operazioni il 26 luglio 2015.

## Servizi ferroviari

### Thameslink e Great Northern
Govia Thameslink Railway gestisce i servizi Thameslink e Great Northern dal 14 settembre 2014.
Thameslink è un sistema di trasporto ferroviario che serve 68 stazioni tra Londra e le home counties, percorrendo 225 km da nord (Bedford, Cambridge e Peterborough) a sud (Brighton, Horsham, Rainham e Sevenoaks) attraverso Londra, erogando servizi di tipo suburbano e regionale.
Great Northern è il nome dei servizi ferroviari suburbani gestiti all'estremità meridionale della East Coast Main Line e delle relative diramazioni. I servizi operano da o per Londra King's Cross e Moorgate. Le destinazioni includono Hertford Nord, Welwyn Garden City, Stevenage, Peterborough, Cambridge e King's Lynn.
Con l'apertura delle gallerie sotto il Regent's Canal, avvenuta nel maggio del 2018, molti servizi operati dalla società Govia Thameslink Railway sulla East Coast Main Line sotto il marchio Great Northern sono stati ribrandizzati e inclusi nella rete del Thameslink.
La maggior parte di questi servizi, precedentemente terminanti nelle stazioni di testa londinesi, è stata estesa attraverso il centro di Londra e, da allora, gli unici servizi che mantengono il marchio Great Northern sono quelli transitanti sulla ferrovia Northern City e i servizi espressi da e per Cambridge, Ely e King's Lynn, nonché da e per Peterborough nelle ore di punta.

### Southern e Gatwick Express
I marchi Southern e Gatwick Express sono stati integrati nella società Govia Thameslink Railway il 26 luglio 2015.
Le linee operate da Southern partono dalle stazioni di Londra Victoria e London Bridge e attraversano i quartieri di Battersea, Norbury, Peckham, Sydenham, Crystal Palace, Norwood, Croydon, Streatham, Purley e Sutton fino alle città circostanti delle home counties, come Caterham, Epsom e Tadworth. Più lontano, i treni di Southern servono anche Redhill, Tonbridge, Uckfield, East Grinstead, l'aeroporto di Gatwick, Brighton, Ashford, Worthing, Hastings, Portsmouth, Eastbourne, Horsham, Southampton, Littlehampton e Bognor Regis. Inoltre, Southern gestisce i servizi della ferrovia di Londra Ovest da Milton Keynes a South Croydon via Watford e Clapham Junction.
Dal 2008, Southern gestisce il servizio espresso del Gatwick Express da Londra Victoria all'aeroporto di Gatwick e a Brighton.

## Materiale rotabile
Al fine di sostituire i treni della Classe 319 e gestire la rete Thameslink ampliata, già quando la rete era operata da First Capital Connect è stata acquistata una flotta di 115 treni della Classe 700 da otto e dodici carrozze. Questi sono entrati in servizio tra il 2016 e il 2019.
Come conseguenza del ritardo nell'acquisto dei treni della Classe 700, sono stati ordinati anche 29 treni della Classe 387 per la tratta Thameslink, in modo da liberare i treni della Classe 319 per le nuove tratte elettrificate. Le consegne sono state completate nel corso del 2014 e i treni sono entrati in servizio nel corso dello stesso anno. Inizialmente era stato previsto che, una volta che i Classe 700 fossero entrati in servizio, i Classe 387 sarebbero stati trasferiti alla Great Western Railway per essere utilizzati nei servizi ferroviari del Berkshire, del Buckinghamshire e dell'Oxfordshire. Tuttavia, in seguito a un cambiamento dei piani, la Great Western Railway ha ordinato una flotta completamente nuova di treni della Classe 387, per cui le unità Thameslink sono state trasferite a cascata, dopo la consegna dei Classe 700, ad altre tratte gestite da Great Northern.
Oltre a questi, Govia Thameslink Railway ha ordinato 25 nuovi treni a sei carrozze per sostituire le unità della Classe 313, vecchie di 40 anni, che venivano utilizzate sui servizi suburbani della Great Northern in partenza da Moorgate. Nel dicembre 2015, Siemens è stata selezionata per fornire questi treni come seguito dell'ordine della Classe 700. Sono stati designati come Classe 717 nel giugno 2016 e sono stati introdotti per la prima volta nel settembre 2018.
Il parco dei rotabili in servizio è così composto:
- Autotreni:
  - Bombardier Turbostar (11 a due carrozze, 6 a quattro carrozze)
- Elettrotreni
  - BREL 1972 (18)
  - Bombardier Electrostar (28 a tre carrozze, 210 a quattro carrozze e 34 a cinque carrozze)[23]
  - Siemens Desiro (25 a sei carrozze, 60 a otto carrozze e 55 a dodici carrozze)[22]